# Ƹ
La letra ʿayin o Ƹayin (Ƹ, minúscula : ƹ) es una letra del alfabeto latino basada en la letra árabe ayin (ع). Se usaba para una fricativa faríngea sonora, representada en el Alfabeto Fonético Internacional como [ʕ], en las décadas de 1940, 1950 y 1960, por ejemplo, por John Rupert Firth y Terence Frederick Mitchell, o en la década de 1980 por Martin Hinds y El-Said. Badaui. Para este uso también se emplea la letra épsilon latina (ɛ), especialmente para escribir las lenguas bereberes.
Aunque parece una ezh reflejada (Ʒ), su forma está basada en realidad en la letra del alfabeto árabe ʿayn ( ع).

## Unicode
Unicode se refiere a esta letra  como "ezh reflejada".
| Carácter      | Ƹ                                 | Ƹ                                 | ƹ                               | ƹ                               | &#x200000;                        | &#x200000;                        | &#x200001;                      | &#x200001;                      |
| ------------- | --------------------------------- | --------------------------------- | ------------------------------- | ------------------------------- | --------------------------------- | --------------------------------- | ------------------------------- | ------------------------------- |
| Unicode       | LATIN CAPITAL LETTER EZH REVERSED | LATIN CAPITAL LETTER EZH REVERSED | LATIN SMALL LETTER EZH REVERSED | LATIN SMALL LETTER EZH REVERSED | LATIN CAPITAL LETTER EZH RESERVED | LATIN CAPITAL LETTER EZH RESERVED | LATIN SMALL LETTER EZH RESERVED | LATIN SMALL LETTER EZH RESERVED |
| Codificación  | decimal                           | hex                               | decimal                         | hex                             | decimal                           | hex                               | decimal                         | hex                             |
| Unicode       | 440                               | U+01B8                            | 441                             | U+01B9                          | 2097152                           | U+200000                          | 2097153                         | U+200001                        |
| UTF-8         | 198 184                           | C6 B8                             | 198 185                         | C6 B9                           | N/A                               | N/A                               | N/A                             | N/A                             |
| Ref. numérica | &#440;                            | &#x1B8;                           | &#441;                          | &#x1B9;                         | &#2097152;                        | &#x200000;                        | &#2097153;                      | &#x200001;                      |